# Krasnoyarsk (vùng)

Cờ

Huy hiệu

Krasnoyarsk Krai (tiếng Nga: Красноярский край,hay Krasnoyarsky kray) là một chủ thể liên bang của Nga (một vùng). Vùng này là chủ thể liên bang lớn thứ 2 ở Nga sau Cộng hòa Sakha và là đơn vị vùng lớn nhất của Nga với diện tích 2.339.700 km², chiếm 13% diện tích của toàn nước Nga. Trung tâm hành chính là thành phố Krasnoyarsk. Đây là vùng duy nhất của nước Nga có chung múi giờ với Việt Nam ở ngoài khu vực Đông Nam Á

## Hành chính

Bản đồ vùng Krasnoyarsk

- Krasnoyarsk
- Norilsk
- Abansky
- Achinsky
- Balakhtinsky
- Beryozovsky
- Birilyussky
- Bogotolsky
- Boguchansky
- Bolshemurtinsky
- Bolsheuluysky
- Dzerzhinsky
- Evenkiysky
- Idrinsky
- Ilansky
- Irbeysky
- Kansky
- Karatuzsky
- Kazachinsky
- Kezhemsky
- Kozulsky
- Krasnoturansky
- Kuraginsky
- Mansky
- Minusinsky
- Motyginsky
- Nazarovsky
- Nizhneingashsky
- Novosyolovsky
- Partizansky
- Pirovsky
- Rybinsky
- Sayansky
- Severo-Yeniseysky
- Sharypovsky
- Shushensky
- Sukhobuzimsky
- Taseyevsky
- Taymyrsky Dolgano-Nenetsky
- Turukhansky
- Tyukhtetsky
- Uyarsky
- Uzhursky
- Yemelyanovsky
- Yeniseysky
- Yermakovsky

## Liên kết
- Putorana Plateau at Natural Heritage Protection Fund